# Роналд Колман
Роналд Колман (енгл. Ronald Colman) био је енглески глумац рођен 9. фебруара 1891. године у Ричмонду (Енглеска), а преминуо 19. маја 1958. годуне у Санта Барбари (Калифорнија).